# Live in a Dive (Swingin' Utters)
Live in a Dive is een livealbum van de Amerikaanse punkband Swingin' Utters en is het zesde en op een na laatste album uit de Live in a Dive-serie van het label Fat Wreck Chords. Het werd uitgegeven op 29 juni 2004.

## Nummers
De vinyl-versie van het album is een dubbelalbum dat twee nummers bevat die niet op de cd-versie staan. Deze nummers zijn "Tell Me Lies" en Sign in a Window", die op tracks 12 en 14 staan.
| A-kant 1. "Don't Ask Why" - 2:26 2. "Pills & Smoke" - 2:42 3. "Five Lessons Learned" - 1:54 4. "Jackie Jab" - 2:10 5. "Nowhere Fast" - 2:01 6. "Glad" - 2:10 7. "Tied Down, Spit On" - 1:18 8. "Hopeless Vows" - 2:17 | B-kant 1. "Fruitless Fortunes" - 3:54 2. "All That I Can Give" - 2:42 3. "Windspitting Punk" - 2:15 4. "Tell Me Lies" 5. "The Courage of a Younger Pope" - 2:46 6. "Sign in a Window" |

| C-kant 1. "No Eager Men" - 3:07 2. "15th and T" - 2:02 3. "Teenage Genocide" - 2:05 4. "I Got Your Number" - 2:33 5. "Mother of the Mad" - 2:20 ⁬ ⁬ ⁭⁬⁭⁬⁬ ⁭⁬ ⁬ ⁬ 6. "London Drunk" - 3:32 | D-kant 1. "Expletive Deleted" - 4:13 2. "The Next in Line" - 3:46 3. "The Dirty Sea" - 3:06 4. "Here We Are Nowhere" - 0:56 5. "Catastrophe" - 6:59 |

## Band
- Johnny Peebucks - zang
- Darius Koski - gitaar, zang, accordeon
- Greg McEntee - drums
- Spike Slawson - basgitaar, zang
- Chuck Worthy - gitaar